# Paul Vermehren (Ratsherr)
Paul Vermehren (* 20. Februar 1709 in Lübeck; † 2. Februar 1750 ebenda) war ein Lübecker Kaufmann und Ratsherr.

## Leben
Paul Vermehren entstammte einer Lübecker Kaufmannsfamilie, deren Stammvater gleichen Namens um 1580 während des Achtzigjährigen Krieges aus Flandern als Exulant nach Lübeck gekommen ist. Er selbst wurde aus der Kaufmannskorporation der Stockholmfahrer 1739 in den Rat der Hansestadt gewählt. Am selben Tag wurden auf den Druck der Bürgerschaft der Stadt auch die Ratsherren Marcus Tidemann, Diedrich von Bartels und Johann David Widderich hinzu gewählt, weil der Rat längere Zeit die Selbstergänzung auf die seit dem Bürgerrezess von 1669 vorgeschriebene Zahl von 20 Ratsmitgliedern vernachlässigt hatte. Da er jedoch wenige Jahre darauf faillierte und persönlich in die Insolvenz geriet, musste er 1748 seine Ämter niederlegen und aus dem Rat ausscheiden.
Sein Vater war Claus (Nicolaus) Vermehren, verheiratet mit Margaretha Langen. Am 11. März 1726 heiratete er Anna Catharina Merwitz.